# Johannes de Laet
 (mai 2021).
Si vous disposez d'ouvrages ou d'articles de référence ou si vous connaissez des sites web de qualité traitant du thème abordé ici, merci de compléter l'article en donnant les références utiles à sa vérifiabilité et en les liant à la section « Notes et références ».
Johannes de Laet (Ioannes Latius en latin), né entre septembre et décembre 1581 à Anvers et mort le 15 décembre 1649 à Leyde, est un géographe néerlandais du XVIIe siècle et un directeur de la Compagnie hollandaise des Indes occidentales. 
Le géographe américain Philip Burden considère son Histoire du Nouveau Monde, « ... sans doute la plus belle description des Amériques publiée au XVIIe siècle » et « ... l'une des cartes fondamentales du Canada ». De Laet est le premier à imprimer des cartes avec les noms de Manhattan, New Amsterdam (aujourd'hui New York) ainsi que Massachusetts.

## Biographie
Son père s'appelait Hans de Laet et est un riche marchand d'Anvers (aujourd'hui en Flandre belge). En 1584, après la prise d'Anvers par les troupes espagnoles catholiques, sa famille, comme les dizaines de milliers de protestants Flemings, fuit vers le nord et s'installe à Amsterdam. Johannes suit les cours de l'école latine puis s'inscrit comme étudiant en théologie et en philosophie à l'université de Leyde en 1597. Un de ses enseignants fut l'érudit humaniste, le Français Joseph Juste Scaliger, avec qui il échange une correspondance jusqu'à la mort de ce dernier.
En 1603, après la fin de ses études, son père l'envoie à Londres pour acquérir de l'expérience en tant que négociant. Là il se marie avec Jacobmijntje van Loor, fille d'un négociant anglo-néerlandais aisé. En 1607, après la mort de sa jeune épouse, il revient s'installer à Leyden où dès le 7 mai 1608, il se remarie avec Maria Boudewijns van Berlicum qui meurt en 1633. Johannes s'enrichit en investissant dans la reconstruction. La ville de Leyde l'envoie comme délégué au grand synode de Dordrecht (1618–1619). En 1620, il investit dans le commerce d'outre-mer en devenant un des fondateurs de la Compagnie néerlandaise des Indes occidentales, dont il est l'un des directeurs jusqu'à sa mort.
Il consacre ses loisirs à étudier dans sa bibliothèque entouré de ses livres, manuscrits, cartes, globes et peintures. Il publie des ouvrages sur des thèmes variés allant de la théologie, à l'histoire mondiale, et à la géographie. Il réédite l'Histoire naturelle de Pline et celle de l'architecture de Vitruve. Il écrit une description détaillée du Nouveau Monde et compile un dictionnaire latin-anglais du XVIIe siècle (non publié) pour l'aider dans ses autres publications. Parmi ses correspondants, on trouve les Britanniques William Camden, Henry Spelman, William Boswell, Abraham Wheelock, Simonds d'Ewes (en), James Ussher, Patrick Young, John Morris et le Danois Ole Worm. Il devient notoire pour ses descriptions de pays comme la France (1629), l'Espagne (1629), la Belgique (1630), la Turquie (1630) et le Portugal (1642).
Son œuvre la plus prisée demeure sa description dès 1625 du Nouveau Monde et en partie de la Nouvelle-Néerlande (l'une des premières sources du savoir néerlandais quant à la nouvelle colonie). Pour ce faire, il récupère un grand nombre de récits qui lui sont contemporains d'explorations des terres d'Amérique, dont ceux d'Adriaen Block, puisqu'il ne s'y est jamais rendu. Il traduit quelques années plus tard Nieuwe Wereldt... en latin puis en 1640, en français. Il rédige ainsi la description la plus parfaite des Amériques publiées au XVIIe siècle, une des premières cartes du Canada et est le premier à imprimer des cartes avec les noms de « Manhattan », « Nouvelle-Amsterdam » (maintenant New York) et « Massachusetts. »
Il s'oppose à Hugo Grotius (1583-1645) au sujet de l'origine des Amérindiens. Il s'est intéressé à ceux ramenées par les Hollandais du Brésil en 1625 de la côte du Ceará, dans la Baía da Traição, selon l'historien José Antonio Gonsalves de Mello, dans son histoire du Brésil hollandais et décrit leur passage en Hollande dans l'édition française de son livre paru en 1625. Parmi le groupe de 25 Amérindiens amenés aux Pays-Bas cette année là figuraient Pieter Poti et Antonio Parapawa, les deux plus connus du groupe. Le second a ensuite servi en 1636 dans un groupe d'Amérindiens appelés "Brasilianen", sous le commandement du  Major Mansveldt, dans les campagnes autour d'Igarassu et a servi d'interprête à de nombreux officiers néerlandais. Le premier, Pieter Poti écrira en 1645 à Filipe Camarão que le Brésil sera dominé par la mer et donc par les Hollandais, se trompant sur le vainqueur final. Ces 25 amérindiens avaient interrogés par Hessel Gerritsz (1581 -1632), le cartographe en chef de la VOC, qui liste le nom de plusieurs d'entre eux dans un manuscrit du 20 mars 1628,, et peu après s'est joint à un voyage 1628/29 au Brésil et dans les Caraïbes, où il a contribué aux cartes de la Beschrijvinghe van West-Indiën ("Description des Antilles") de Johannes de Laet publiées en 1630.
Parmi les 25 indigènes du Ceara hébergés pendant cinq ans par les hollandais aux Pays-Bas, où ils ont appris à lire et à écrire en néerlandais, « pour les imprégner de leur culture », six d'entre eux ont évoqué une mine d'argent, deux affirmant avoir eu son métal en main. Les Pays-Bas ont alors décidé d'exempter d'impôt tout citoyen partant chercher de l'argent dans le Ceara et embauché des mineurs allemands spécialisés. Si on ne peut pas parler de « fièvre de l'or » selon l'historien Wim Klooster, les experts en métaux précieux se faisant offrir la traversée par la WIC furent alors très nombreux, selon l'historien portugais José Antonio Gonsalves de Mello.
Dans les premières années de la colonie hollandaise du Brésil, plusieurs Amérindiens Tapuias ont visité le Conseil politique de Recife: Marcil ou Marcillian, Andries Tacou, Ararova et Francisco Matauwe. L'un d'eux, Andries Tacou a raconté comment, avec deux compagnons sur la route de Rio Grande au Ceará, il a rencontré le marchand portugais Juan Pereira, transportant avec lui 17 femmes et enfants dans le but de les vendre à Rio Grande, qu'ils ont tué avant d'être emmené par le commandant de navire hollandais Ellert Smient, avec des lettres du Portugais contenant de précieuses information sur la situation au Ceara et l'influence contestée des Portugais.
C'est lui qui recommande Georg Markgraf pour l'expédition de l'étude des côtes du Brésil en 1638. Après la mort de Markgraf en 1648, il récupère ses notes consacrées aux oiseaux, décrypte le code qu'il a utilisé, et publie ces notes dans le cinquième volume d’Historia naturalis Brasiliae, accompagnées de 55 figures.
Il a été associé dans deux entreprises de colonisation en Nouvelle-Néerlande, soit à la création des seigneuries de Swaanendael et de Rensselaerswijck. Après l'échec de la première et une succession de disputes avec Kiliaen van Rensselaer, le plus important actionnaire de la seconde, il se départit de ses parts dans Rensselaerswijck.
Johannes de Laet meurt en 1649 à La Haye et est enterré à Pieterskerk de Leyde. Après sa mort, Willem Piso réécrit toute la partie consacrée à l'histoire naturelle et fait disparaître le nom de Georg Markgraf des éditions ultérieures.

## Œuvres
- Respublica, siue Status regni Poloniæ, Lituaniæ, Prussiæ, Livoniæ, etc., Leyde, 1627
- Gallia, sive de Francorvm regis dominiis et opibus commentarius, Leyde, 1629
- Nieuwe Wereldt ofte beschrijvinghe van West-Indien, 1625.
- L'Histoire du Nouveau Monde ou description des Indes Occidentales, contenant dix-huict livres, enrichi de nouvelles tables geographiques & figures des animaux, plantes & fruicts, 1640.
Traduction française de Nieuwe Wereldt, [1625] [lire en ligne]
- Portvgallia sive De regis Portvgalliæ regnis et opibvs commentarius, Leyde, 1641
- Notae ad dissertationem Hugonis Grotii De origine gentium americanarum, et observationes aliquot ad meliorem indaginem difficillimae illius quaestionis, Leiden 1643
- Historie ofte iaerlijck verhael van de verrichtinghen der geoctroyeerde West-Indische Compagnie, zedert haer begin, tot het eynde van 't jaer sesthien-hondert ses-en-dertich; begrepen in derthien boecken, ende met verscheyden koperen platen verciert, Leiden, 1644
- Historia natvralis Brasiliae, Amsterdam, 1648. Texte intégral
- Republyke der Zeven Vrye Vereenigde Nederlanden: een volkoome Beschrijvinge der plaats, hoedanigheid, staats- en burgerlikke bestuuringe van Gelderlandt, Hollandt, Zeelandt, Uitrecht, Friesland, Over-Yszel en Groeningen, Amsterdam, 1652